# 郑祥林
郑祥林（1954年6月—），辽宁人，中华人民共和国政治人物、外交官。

## 生平
1975年，进入中华人民共和国外交部工作，先后在驻日本大使馆、外交部新闻司、驻长崎总领事馆、外交部亚洲司任职。1994年，任驻日本大使馆参赞。1998年，任外交部外事管理司参赞，后升任副司长。2007年4月，出任中华人民共和国驻尼泊尔大使。2008年12月，出任中华人民共和国驻大阪总领事。2011年12月，出任中华人民共和国驻文莱大使。2014年12月，自驻文莱大使离任。